# Astroloba congesta
Astroloba congesta (укр. Астролоба конгеста) — сукулентна рослина заввишки до 20 см роду астролоба (Astroloba) підродини асфоделеві (Asphodelaceae).

## Ареал
Південна Африка (Східний Кейп).

## Екологія
Росте на висоті 500–900 м над рівнем моря.

## Умови зростання
Не переносить морозу. Мінімальна температура: 10-12 °С. Оптимальна температура: 24-26 °C. Місце розташування — напівтінь або тінь. Помірний полив, добрий дренаж.

## Шкідники
- Виноградний борошнистий червець (Pseudococcus maritimus).

## Хвороби
- Rhizoctonia solani;
- Іржа (Phragmidium SPP);
- Коренева гниль (Botrytis, Rhizoctonia, Phytophthora);
- Чорна коренева гниль (Helminthosporium SP).